# Вовкособ
Вовкособаки, або вовкопси, вовкособи, напіввовки — гібриди собак і вовків (переважно сірих вовків). Як і з іншими великими собаками, їх не радять заводити людині без спеціальних знань. Іноді вовкособів називають усталеною породою, а напіввовка — випадковим гібридом. Крім вовкособів, інколи виокремлюють породи, генетично близькі з вовками, наприклад німецька вівчарка і маламут.
Відомий персонаж — собакововк — Балто, пес із однойменного мультфільму. Ще один собакововк — Біле Ікло з однойменної повісті (його батьком був вовк, а матір'ю — вовкособака Кіче, яка була ватажком зграї).

## Історія
Докази доісторичних домашніх гібридів собак і вовків в Америці налічують принаймні 10 000 років, водночас викопні свідоцтва в Європі відносять їх появу до епохи полювання на мамутів.
2010 року археологи та палеонтологи оголосили, що вони знайшли останки великої кількості гібридів, які були поховані з воїнами цивілізації Теотіуакан у Центральній долині Мексики близько двох тисяч років тому, тож у світлі цих даних, деякі тварини зазвичай зображені в мистецтві й культурі, та котрі як думали, були дивними собаками або койотами — ймовірно, були гібридами вовків і собак.
Перша згадка про розведення вовкособів у Великій Британії стосується 1766 року, коли був злучений самець вовка з собакою — вони були названі «Поморський собака», хоча, можливо, відрізнялися від сучасної Поморської породи. Потомство складалося з дев'яти цуценят. Ці гібриди були придбані англійською знаттю, яка розглядала їх як біологічну чудасію. Гібриди вовків і собак показувалися в англійських звіринцях: такі чотирилапі описані В. Ogilby 1829 року.
Спроби схрестити вовка і собаку робилися давно. Сьогодні (2020-і) існує принаймні сім порід собак, у створенні яких експерти визнають участь значної кількості вовків або гібридів. Чотири породи були наслідком навмисних схрещувань вовків з німецькими вівчарками і мають відмінні риси зовнішнього вигляду, які можуть відбивати різні підвиди вовка, який сприяв їх формуванню. Єдині дві офіційно стандартизовані європейські породи вовкопсів, отримані на основі німецьких вівчарок і вовків — вовчий собака Сарлоса і чехословацький Вовчак. Однак, ці породи важко утримувати. Були й інші, більш незвичайні схрещування: недавно[коли?] в Німеччині були проведені експерименти зі схрещування вовків і пуделів. Інша порода, Wolamute — це помісь аляскинського маламута і степового вовка. Наміри, які стоять за створенням таких порід, широко міняються в межах від простого бажання мати собаку, схожого на вовка зовні, до професійного виведення військових робочих собак.
У світі було багато випадків схрещування вовка з собакою. Наприклад: індіанці під час шлюбного періоду вовків навмисно прив'язували в лісі на кілька ночей собак (самиць, оскільки самців вбивають як вовки, так і вовчиці), щоби ті злучалися з вовками. Найчастіше вовкособи народжуються від спарювання самця вовка і свійського пса. Парування вовчиці з псом зустрічається вкрай рідко (на ділі практично неможлива), тому що під час гону, вовки завойовують прихильність вовчиці, борючись між собою у виснажливих поєдинках (часом зі смертельними наслідками). Вовки перевершують собак розміром і силою, і тому тільки одиниці псів виживають і стають членами зграї та завойовують прихильність вовчиці. Чому ж самці вовків спаровуються зі собаками, можна пояснити так: ці вовки найслабші і боягузливі в зграї або самотні, а собаки або бездомні, чи без нагляду господаря. Буває так, що у вовчому лігві можна крім вовка і вовчиці з виводком, побачити собаку (наприклад коли вовчиця без партнера, тобто він мертвий); він виконує роль няньки для вовченят, коли обоє батьків або вовчиця на полюванні. Однак це може бути лише коли собаку виростили вовки.

## Здоров'я
Гібриди — вельми здорові тварини, і залежать від спадкових захворювань менше, за більшість порід собак. Вони, як здебільшого — здоровіші, ніж будь-який з батьків внаслідок гетерозису. Деякі зі встановлених порід на основі гібридів, які існують сьогодні, були виведені як раз навмисно для поліпшення здоров'я і сили робочих собак.
Існує деяка суперечка з приводу ефективності стандартної вакцини від сказу для гібридів. Міністерство сільського господарства США до теперішнього часу (початок 2000-х) не затвердило вакцини проти сказу для їх щеплення, хоча вони і радять застосування звичайної вакцини проти сказу. Власники і заводчики гібридів вважають, що відсутність офіційних рекомендацій є політичним кроком, щоби зменшити поширеність гібридів у приватних руках.
Схрестити вовка і собаку не так вже й важко, але наслідки досить непередбачувані. Найчастіше отримані цуценята мають вкрай нестійку психіку. Вони можуть бути замкненими у собі і боятися навколишніх людей і тварин, або ж можуть поводитися вкрай агресивно. Переважно такі гібриди не піддаються вишколу. Що стосується зовнішнього вигляду таких гібридів, вони можуть бути вкрай потворні і не схожі на вовків. Часто у них зустрічаються вроджені відхилення, наприклад, нащадок від схрещування вовка і собаки отримує будову кістяка і кінцівок від одного з батьків, а зв'язки, сухожилля — від іншого, котрі не дуже пасують. Або верхня щелепа розвивається за одним типом, а нижня — за іншим. Тоді виходить неправильний прикус.

## Вдача і поведінка
Вовкопси являють собою суміш генетичних ознак, що призводить до менш передбачуваної моделі поведінки порівняно з чистокровним вовком або псом. Поведінка дорослих гібридних цуценят також не може бути заздалегідь передбаченою з достатньою впевненістю, навіть у третьому поколінні цуценят гібридів при в'язанні з собаками, як і по поведінці їх батьків. Таким чином, хоча поведінка одного вовкособа може бути передбачуваною, але поведінка породи в цілому — ні. Більшість вовкопсів дуже цікаві і загалом не більш руйнівні, ніж будь-який інший допитливий або активний собака.
Поведінка вовка, здебільшого, більш боязка і обережна стосовно людей, ніж у собаки. Не слід вважати вовкособів небезпечнішими за інших великих собак. Соціалізація кожної окремої особини, більше залежить від способів навчання. Ризик для громадської безпеки обумовлюється соціалізацією кожної окремої тварини. Немає ніяких переконливих доказів того, що вовкособи брутальніші до людей, ніж інші великі пси (наприклад, піт-бультер'єри, німецькі вівчарки, чау-чау, і ротвейлери). Поведінка вовкособів не прямо пропорційна процентному вмісту спадку від вовка: гібрид у першому поколінні може мати поведінку більш подібну для собаки. І навпаки, гібриди наступних поколінь можуть поводитися як вовк. Поведінка вовкособа не визначається його генотипом або фенотипом. Вроджена поведінка певної тварини може бути в широких межах всього генетичного різноманіття. Немає ніяких науково — підтверджених статистичних доказів того, що вовкособи становлять більшу загрозу для людей, тварин і майна, ніж інші відомі породи сімейства собачих. Більшість нападів на людей пов'язано з безвідповідальністю власників — відсутністю належного стримування, або неконтрольованим контактом, чи співдією з собакою без відома власника.

## Навчання
Точки зору, що агресивна поведінка за своєю природою є частиною темпераменту вовкособа, були оскаржені в останні роки заводчиками і прихильниками розведення вовкособів як домашніх тварин. Прихильники вовкособа кажуть, що чим вищий спадковий вміст від вовка — тим більше боязкими вони є стосовно незнайомих людей. Але майже всі вовкособи можуть стати хорошими напарниками, особливо якщо їх соціалізація та навчання починається з раннього віку. Навіть у разі повністю собачої поведінки, вовкособи іноді можуть зберегти деякі вовчі поводження, такі як: риття схронів, жування предметів домашнього ужитку, «скелелазіння» на паркани і будови, схильність до руйнівних дій щодо домашньої обстановки. Наступні покоління гібридів вже рідко мають ці проблеми, не більше ніж будь-які інші великі породи собак.

## Гібриди в масовій культурі
Вовкособи використовувалися під час знімання фільму Павла Лунгіна під робочою назвою «Я вас чекаю».
На каналі РТР про вовкопсів вийшов документальний фільм «Пси спеціального призначення».
Також головний герой мультфільму «Балто» є вовкособом (це не відповідає дійсності), причому, що прикметно, всупереч написаному вище, саме його мати була вовчицею, а батько їздовим собакою.
В аніме «Вовчий дощ» один з головних персонажів, Блю, є вовкособом.
Головний герой книги Джека Лондона «Біле Ікло» — вовкособ.

## Гібридні породи

### Визнані
- Вовчий собака Сарлоса
- Чехословацький вовкособака

### Невизнані

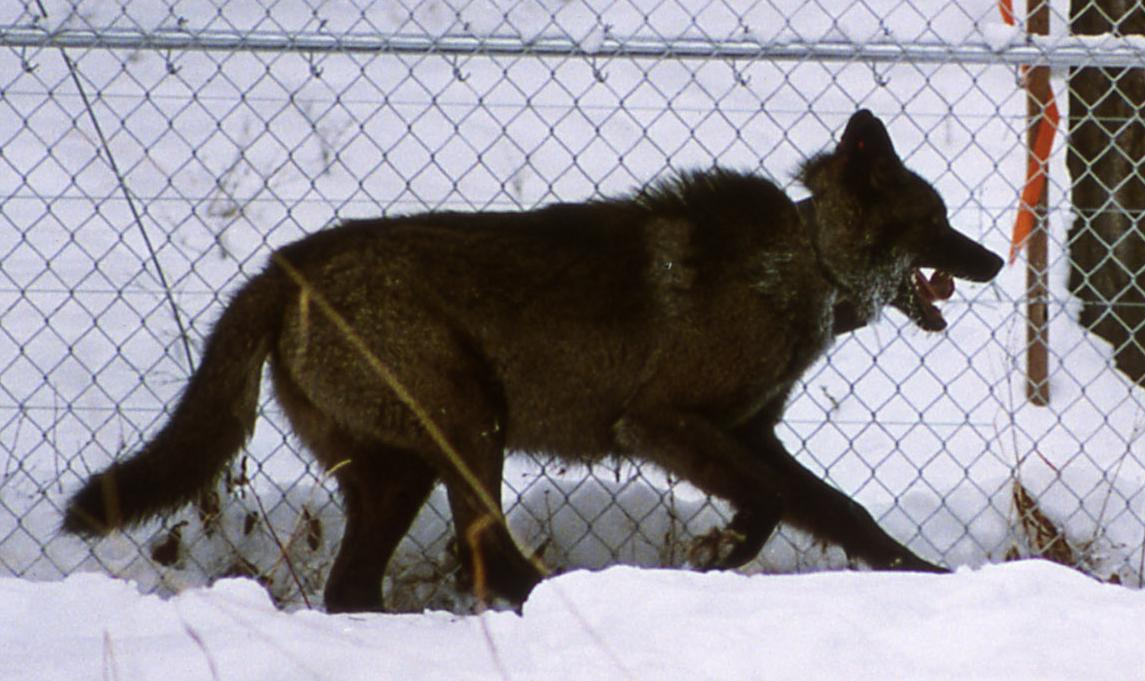
Чорний вовк. Згідно з генетичними дослідженнями, мутація, яка спричиняла чорне хутро, вперше з'явилася у собак і передалася вовкам після спаровування собак-вовків.

- Лупо італійська
- Вовчий собака Куньмін
- Американська тундрова вівчаркаЧорний вовк. Згідно з генетичними дослідженнями, мутація, яка спричиняла чорне хутро, вперше з'явилася у собак і передалася вовкам після спаровування собак-вовків.
- Воламут
- Канарський лабіто
- Американський вольфдог
- Alaskan noble companion dog
- Blue bay shepherd
- NorthAID
- Laizhou red dog
- Пермський вовкособ
- Воленд
- Російський вольфхунд
- Юланський вовчий собака

## Пермські вовкособи
Вовкособи — популяція вовко-собачих гібридів, виведена в Пермському інституті внутрішніх військ із вовків і німецьких вівчарок. Наукове керівництво проєкту здійснював професор Касимов В. М. Назва утворена зі слів «вовк» і «собака». На відміну від попередніх дослідів зі схрещування вовка з різними породами собак, вовкособи керовані людиною, мають набагато розвиненіше чуття, інтелект і витривалість, ніж собаки. У замкненому просторі знаходять людину за 20 секунд, проти 4-6 хвилин у вівчарки. Також примітним є те, що володіючи розмірами і хваткою вовка, вовкособи залишаються слухняними і лагідними стосовно людини. Перший вовкособ був виведений внаслідок схрещування вовчиці Найди і самця німецької вівчарки. Станом на початок 2010-х, наявні популяції вовкособів застосовувалися для охорони китайських та монгольських кордонів Російської Федерації. З породою працювало прикордонне управління ФСБ.
Згодом проєкт з розведення і вивчення гібридів вовка і собаки в Пермі було закрито. За 16 років було отримано 46 вовкособів (п'ять поколінь). З часом у пермському інституті внутрішніх військ МВС, залишилося всього п'ять тварин.
Вовкособи з довгою і пухнастою шерстю. Мають добре розвинені м'язи.

## Генетика
До 1993 року вважалося, що собаки і вовки стосуються різних видів вовчих. Однак дослідження показали, що мова йде про два підвиди: генетична різниця між вовками і собаками виявилася в середньому лише в двічі більша, ніж між різними породами, і тільки вчетверо більше, ніж у собак однієї породи. Гібридне потомство собак і вовків завжди плідне, на відміну від гібридів різних видів — наприклад, собак і койотів.
Під час придбання цуценят-вовкособів, звертають увагу на «зміст вовка». Це відсоток, який повинен відбивати кількість «вовчої крові» в тварині. Є два способи визначення цього відсотка: на основі родоводу (вовк вважається за 100 %, собака — за 0 %, для потомства береться середнє арифметичне батьків) або на основі зовнішніх рис. Для другого методу не існує єдиних правил, і кожен заводчик може виходити зі своїх уявлень — або взагалі вказувати той відсоток, який краще продається. Перший спосіб також не є точним: на відміну від усталених порід, що відбираються за сталістю ознак, гібрид може успадкувати ознаки собаки або вовка у будь-якому поєднанні. Однак метод родоводу корисний тим, що його ж застосовують в генеалогії людей, через це він простіше для розуміння. Чи брали участь в родоводу вовки або вовчиці, самці або самки — важливо тільки для деяких ознак, пов'язаних зі статтю.
Вовчими ознаками у вовкособів називають особливий зовнішній вигляд і поведінкові риси. Однак всупереч поширеній помилці, собаки із високим «вмістом вовка» частіше бувають полохливими, боязкими, недовірливими. У більш чистокровних собак поведінка брутальніша і впевненіша, особливо у разі схрещування з відповідними породами (наприклад, тер'єри).

## Породи
- Вовчий собака Сарлоса, найстарша з визнаних порід, виведена в Нідерландах з німецьких вівчарок. Перші цуценята отримані 1925 року. У 1981 порода була зареєстрована Міжнародною кінологічною федерацією (FCI).
- Чехословацький вовчий собака, виведений 1955 року з німецьких вівчарок для прикордонної роботи. Визнаний національною породою в 1982 і зареєстрований FCI в 1999.

### Інші вовкопси
Суміш вовка і маламута називається «вовомут» або «малавовк». Найбільш відомим метисом вовка і аляскинського маламута, є пес з кличкою Джед. Спочатку він зіграв у фантастичному трилері «Щось» роль асимільованої прибульцем тварини (під час знімання фільму пес, на думку акторів, виявляв справжні кмітливість і гру, часто Джед полюбляв спостерігати за побудовою декорацій і витворяв неймовірні трюки та робив такі гримаси, від яких багато акторів або сміялися, чи відчували збентеження). Після цього малавовк Джед знявся в образі головного героя в диснеївському фільмі 1991 року «Біле Ікло».
Німецька вівчарка носила назву «ельзаський вовчий собака» приблизно з 1930 до 1977, щоб уникнути негативної асоціації з нацистською Німеччиною.

## Персонажі
- Балто
- Блу з манґи і аніме «Вовчий дощ»